# Kanjo Dschambasow
Kanjo Dschambasow (bulgarisch: Къньо Джамбазов; 14. Mai 1911; † unbekannt) war ein bulgarischer Radrennfahrer.

## Sportliche Laufbahn
Dschambasow war im Straßenradsport aktiv. 1936 startete er bei den Olympischen Sommerspielen in Berlin. Im olympischen Straßenrennen wurde er mit anderen Fahrern auf dem 16. Rang klassiert. 
Die bulgarische Mannschaft kam nicht in die Mannschaftswertung, da nur Dschambasow das Ziel erreichte. Bei den Balkanspielen 1947 gewann er das Tandemrennen.